# Tjaart du Plessis
Tjaart Andries du Plessis (ur. 9 lipca 1967) – południowoafrykański zapaśnik walczący w stylu wolnym. Dwukrotny olimpijczyk. Jedenasty w Barcelonie 1992 i osiemnasty w Atlancie 1996. Walczył w kategorii 62 kg.
Mistrz igrzysk afrykańskich w 1995 i 1999. Triumfator mistrzostw Afryki w 1992 i 1996 roku.
- Jest synem Fanie du Plessisa, lekkoatlety, olimpijczyka z Melbourne 1956 i Rzymu 1960, startującego w rzucie dyskiem i wnukiem Andriesa du Plessisa, lekkoatlety, olimpijczyka z Belina 1936, uczestnika turnieju w skoku o tyczce.
- Jest ojcem Renate du Plessis, pływaczki, olimpijki z Sydney 2000, występującej w konkurencji na 100 m stylem motylkowym.
- Jest bratankiem Marthinusa du Plessisa, olimpijczyka z Melbourne 1956, który brał udział w zawodach w pięcioboju nowoczesnym.

- Turniej w Barcelonie 1992

Przegrał z Karstenem Polky z Niemiec i Turkiem İsmailem Faikoğlu.
- Turniej w Atlancie 1996

Przegrał z Elbrusem Tedejewem z Ukrainy i Arutem Parsekianem z Cypru.